# Rebreuve-Ranchicourt
 Rebreuve-Ranchicourt  ist eine französische Gemeinde mit 1071 Einwohnern (Stand 1. Januar 2022) im Département Pas-de-Calais in der Region Hauts-de-France. Sie gehört zum Arrondissement Béthune und zum Kanton Bruay-la-Buissière.
Nachbargemeinden von Rebreuve-Ranchicourt sind Houdain im Norden, Maisnil-lès-Ruitz im Nordosten, Fresnicourt-le-Dolmen im Osten, Gauchin-Légal im Südosten, Hermin im Süden, Frévillers im Südwesten, La Comté im Westen und Beugin im Nordwesten.

## Bevölkerungsentwicklung
| Jahr      | 1962 | 1968 | 1975 | 1982 | 1990 | 1999 | 2007 |
| Einwohner | 534  | 607  | 951  | 892  | 1024 | 1060 | 1099 |

## Sehenswürdigkeiten

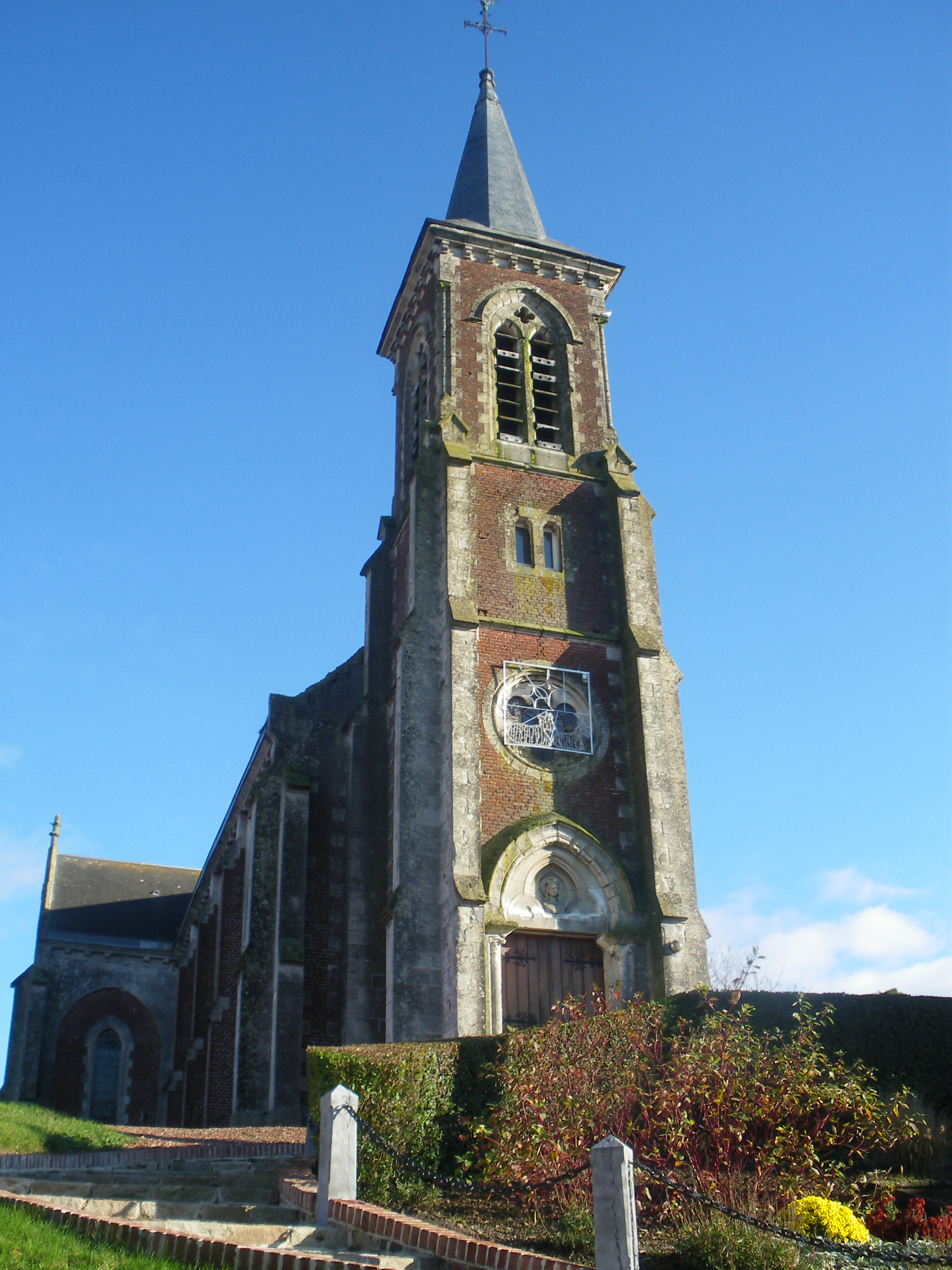
Kirche Notre-Dame

- Kirche Notre-Dame
- Schloss Rebreuve (1778)